# Jastrząb (Białoruś)
Jastrząb (biał. Ястрабель, Jastrabiel; ros. Ястребель, Jastriebiel) – wieś na Białorusi, w obwodzie brzeskim, w rejonie bereskim, w sielsowiecie Siehniewicze. W 2009 roku liczyła 344 mieszkańców.

## Historia
W dwudziestoleciu międzywojennym wieś Jastrząb oraz folwarki Jastrząb I i Jastrząb II leżały w Polsce, w województwie poleskim, w powiecie prużańskim, do 22 stycznia 1926 w gminie Czerniaków, następnie do 1 kwietnia 1932 w gminie Międzylesie i od 1 kwietnia 1932 w gminie Siechniewicze.
Po II wojnie światowej w granicach Związku Sowieckiego. Od 1991 w niepodległej Białorusi.